# 劉乙瑮
劉乙瑮（英語：MiMi，1975年9月17日—）是一位台灣女模特兒、美胸演員。

## 人物
劉乙瑮的祖父是已故畫家劉其偉、她的父親則是被稱為「海洋之子」的劉寧生。。劉乙瑮8歲時移居美國，長大後曾在紐約及香港當模特兒等工作，至2006年到臺灣發展，並於2007年因接拍華歌爾內衣廣告而聞名。
2008年2月28日，由台灣三公家與勞工單位所共同主辦的“2008職業國際標準舞世界大賽-亞洲巡迴賽台北公開賽”，在台北小巨蛋登場，而小嫻與此次國標舞大賽代言人劉乙瑮也分別出席表演嘉賓。